# Stimmhafter labiodentaler Frikativ
Der stimmhafte labiodentale Frikativ ist ein stimmhafter, mit Unterlippe und Zähnen gebildeter Reibelaut. Er hat in verschiedenen Sprachen folgende lautliche und orthographische Realisierungen:
- Englisch [⁠v⁠]: V, v
- Französisch [⁠v⁠]: V, v
- Italienisch [⁠v⁠]: V, v
- Neugriechisch [⁠v⁠]: Β, β
- Russisch [⁠v⁠]: В (U+0412), в (U+0432)

Die Aussprache des Buchstabens w im Deutschen wird oft als [v] beschrieben, ist jedoch manchmal auch ein stimmhafter labiodentaler Approximant [ʋ].